# آهوچه ابوت
آهوچه ابوت (نام علمی: Cephalophus spadix) نام یک گونه از زیرخانواده غزالک است.